# Im Reich des Goldenen Drachen
Im Reich des Goldenen Drachen (spanisch: El reino del dragón de oro) ist der zweite Band der Jugendbuch-Trilogie um die Abenteuer von Aguila und Jaguar von Isabel Allende und erschien 2003 im Hanser Verlag.

## Handlung
Der Roman erzählt die Abenteuer des 16-jährigen amerikanischen Jungen Alexander „Alex“ Cold und der vom Amazonas stammenden Nadia Santos. Auf ihrer zweiten Reise begleiten sie Alexanders Großmutter Kate Cold in das Reich des Goldenen Drachen, ein kleines, friedliebendes Königreich in den Bergen des Himalaya. Das Land besitzt ein sagenhaftes Orakel, den Goldenen Drachen, eine Statue, die nur der König des Reiches befragen kann und darf, da sie ihre weisen Antworten in verschlüsselter Form abgibt. Ein skrupelloser Sammler beauftragt eine gut organisierte, international agierende Diebesbande das Heiligtum des Landes zu entwenden. Alex und Nadia versuchen zusammen mit dem buddhistischen Lama Tensing und dem Prinzen des Landes, Dil Bahadur, diesen Raub zu verhindern.

## Ausgabe
- Isabel Allende: Im Reich des Goldenen Drachen. Roman. Übersetzt von Svenja Becker. Suhrkamp (= suhrkamp taschenbücher. Band 3689).